# Baixo Vouga
O Baixo Vouga foi uma sub-região estatística portuguesa, parte da Região do Centro (Região das Beiras), integrada apenas por municípios do Distrito de Aveiro. Limitava a norte com a sub-região do Grande Porto e do Entre Douro e Vouga, a leste com Dão-Lafões, a sul com o Baixo Mondego e a oeste com o Oceano Atlântico. Tinha uma área de 1802,3 km² e uma população de 390 840 habitantes (censos de 2011).
Compreendia 12 concelhos:
- Águeda
- Albergaria-a-Velha
- Anadia
- Aveiro (Sede da CIM)
- Estarreja
- Ílhavo
- Mealhada
- Murtosa
- Oliveira do Bairro
- Ovar
- Sever do Vouga
- Vagos

No Baixo Vouga localizavam-se 10 cidades: Albergaria-a-Velha, Águeda, Anadia, Aveiro, Esmoriz (município de Ovar), Estarreja, Gafanha da Nazaré (município de Ílhavo), Ílhavo, Oliveira do Bairro e Ovar.
Compreendia a porção correspondente à foz da bacia do Rio Vouga.